# Ryan Gunderson
Ryan Eric Gunderson (* 16. August 1985 in Bensalem, Pennsylvania) ist ein ehemaliger US-amerikanischer Eishockeyspieler, der im Verlauf seiner aktiven Karriere zwischen 2003 und 2025 unter anderem jeweils über 300 Spiele in der Schweizer National League und Svenska Hockeyligan (SHL) auf der Position des Verteidigers bestritten hat. Darüber hinaus war Gunderson auch in der Kontinentalen Hockey Liga (KHL), American Hockey League (AHL) und ECHL aktiv.

## Karriere
Zu Beginn seiner Karriere stand Gunderson zwischen 2003 und 2007 für die Universitätsmannschaft der University of Vermont in der ECAC Hockey und Hockey East, die in den Spielbetrieb der National Collegiate Athletic Association (NCAA) eingegliedert sind, für insgesamt 148 Partien auf dem Eis und hält damit den Mannschaftsrekord für die meisten Einsätze. Im Frühjahr 2007 bestritt er zwölf Partien für die Columbia Inferno in der ECHL, ehe Gunderson zur Saison 2007/08 innerhalb der Liga zu den Trenton Devils wechselte und dort insgesamt zwei Spielzeiten verbrachte. Der Verteidiger konnte sich mit guten Offensivstatistiken empfehlen und erhielt daraufhin im Juli 2009 einen Vertrag bei den Houston Aeros, für die er in der Saison 2009/10 in der American Hockey League (AHL) auflief. 
Im Sommer 2010 entschied sich Gunderson für einen Wechsel nach Europa und schloss sich dem schwedischen Klub Örebro HK aus der zweitklassigen HockeyAllsvenskan an, wo er seine Offensivqualitäten erneut zeigen konnte und mit 11 Treffern sowie 28 Vorlagen punktbester Verteidiger der Liga wurde. Im April 2011 wechselte der Linksschütze zu Brynäs IF in die Elitserien, wo er in den folgenden drei Jahren seine Leistungen bestätigten konnte und auch in der höchsten Spielklasse Schwedens zweimal offensivstärkster Verteidiger wurde sowie mit seiner Mannschaft in der Saison 2011/12 die Meisterschaft gewann. Ab Sommer 2013 lief Gunderson für ein Jahr für Jokerit in der Kontinentalen Hockey Liga (KHL) auf, ehe er sich zur Saison 2015/16 dem Ligakonkurrenten HK Dinamo Minsk anschloss.
Zwischen 2016 und 2019 spielte Gunderson in Schwedens oberster Spielklasse für Brynäs IF und sammelte in der Saison 2018/19 in 52 Spielen 38 Punkte (8 Tore, 30 Assists). Damit war er achtbester Scorer der Liga; zudem war er mit 25,40 Minuten Eiszeit pro Spiel der meisteingesetzte Spieler der Liga. Dank dieser Leistungen wurde Gunderson ins All-Star Team der Svenska Hockeyligan gewählt. Zur Saison 2019/20 wechselte er zu Fribourg-Gottéron. Dort war der US-Amerikaner insgesamt sechs Jahre aktiv und gewann mit dem Team im Dezember 2024 die 96. Auflage des traditionsreichen Spengler Cups. Im Frühjahr 2025 beendete der 39-Jährige seine aktive Karriere nach weit über 1000 Profieinsätzen.

### International
International vertrat er sein Heimatland bei den Olympischen Winterspielen 2018 und belegte dort mit der Mannschaft, die ohne NHL-Spieler antrat, den siebten Platz.

## Erfolge und Auszeichnungen
| - 2008 Teilnahme am ECHL All-Star Game - 2009 Teilnahme am ECHL All-Star Game - 2009 ECHL First All-Star Team - 2012 Schwedischer Meister mit Brynäs IF | - 2015 Teilnahme am KHL All-Star Game - 2017 Schwedischer Vizemeister mit Brynäs IF - 2024 Spengler-Cup-Gewinn mit Fribourg-Gottéron |

## Karrierestatistik

### International
Vertrat die USA bei:
- Olympischen Winterspielen 2018

(Legende zur Spielerstatistik: Sp oder GP = absolvierte Spiele; T oder G = erzielte Tore; V oder A = erzielte Assists; Pkt oder Pts = erzielte Scorerpunkte; SM oder PIM = erhaltene Strafminuten; +/− = Plus/Minus-Bilanz; PP = erzielte Überzahltore; SH = erzielte Unterzahltore; GW = erzielte Siegtore; 1 Play-downs/Relegation; Kursiv: Statistik nicht vollständig)